# سیارک ۸۷۵

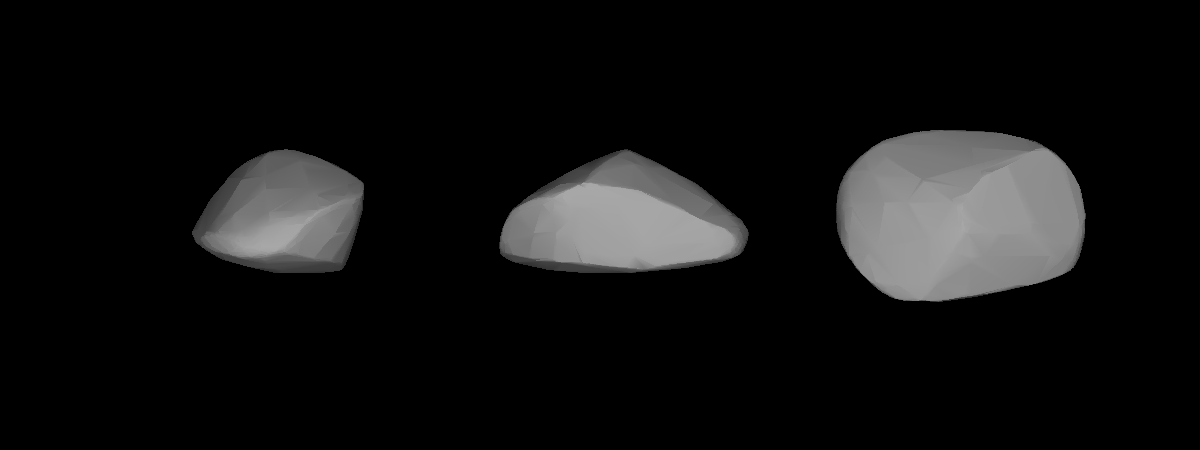
مدل سه‌بُعدی سیارک ۸۷۵ بر اساس منحنی نور آن

سیارک ۸۷۵ (به انگلیسی: 875 Nymphe، نامگذاری:1917CF) هشتصد و هفتاد و پنجمین سیارک کشف شده‌است که در ۱۹ مه ۱۹۱۷ و در هایدلبرگ کشف شد.
قدر مطلق سیارک برابر ۱۱٫۵۰ است.